# Jaouen Hadjam
Jaouen Djimmy Hadjam (arabsky: جوين حجام); (* 26. března 2003) je alžírský profesionální fotbalista, který hraje na pozici levého obránce za švýcarský klub BSC Young Boys. Narodil se ve Francii, ale hraje za alžírský národní tým.

## Klubová kariéra
Dne 18. ledna 2019 podepsal Hadjam svou první profesionální smlouvu s Paris FC. Hadjam debutoval v prvním týmu Paris FC 22. srpna 2020 při výhře 3:0 v Ligue 2 nad FC Chambly.
Poté, co byl Hadjam již nějakou dobu oslovován italským klubem Salernitana, se 17. ledna 2023 připojil k týmu FC Nantes za nezveřejněnou částku a podepsal s klubem smlouvu do června 2027. Dne 22. ledna 2023 debutoval v klubovém dresu při venkovní výhře na penalty proti ES Thaon v Coupe de France. O sedm dní později Hadjam debutoval v Ligue 1 v zápase proti Clermont Foot.
V dubnu 2023 byl Hadjam vyřazen z týmu Nantes poté, co odmítl přerušit ramadánový půst. Trenér Nantes Antoine Kombouaré později upřesnil, že Hadjam souhlasil s přerušením půstu pro venkovní zápasy a že jeho rozhodnutí respektoval.
Dne 19. ledna 2024 podepsal Hadjam smlouvu se švýcarským klubem Young Boys do června 2028 za poplatek ve výši 1,3 milionu eur.

## Reprezentační kariéra
Hadjam se narodil ve Francii a je původem Alžířan. Má francouzské a alžírské občanství. Je bývalým mládežnickým reprezentantem Francie. Později se však rozhodl reprezentovat Alžírsko a v roce 2023 za rodnou zemi svých rodičů také debutoval.

## Statistiky

### Klubové
Platí k zápasu hranému 16. března 2025.
| Klub              | Sezóna            | Liga                   | Liga   | Liga | Národní pohár | Národní pohár | Kontinentální | Kontinentální | Ostatní | Ostatní | Celkově | Celkově |
| Klub              | Sezóna            | Soutěž                 | Zápasy | Góly | Zápasy        | Góly          | Zápasy        | Góly          | Zápasy  | Góly    | Zápasy  | Góly    |
| ----------------- | ----------------- | ---------------------- | ------ | ---- | ------------- | ------------- | ------------- | ------------- | ------- | ------- | ------- | ------- |
| Paris FC II       | 2021/22           | Championnat National 3 | 3      | 0    | —             | —             | —             | —             | —       | —       | 3       | 0       |
| Paris FC II       | 2022/23           | Championnat National 3 | 1      | 0    | —             | —             | —             | —             | —       | —       | 1       | 0       |
| Paris FC II       | Celkově           | Celkově                | 4      | 0    | 0             | 0             | 0             | 0             | 0       | 0       | 4       | 0       |
| Paris FC          | 2020/21           | Ligue 2                | 6      | 0    | 1             | 0             | —             | —             | —       | —       | 7       | 0       |
| Paris FC          | 2021/22           | Ligue 2                | 23     | 0    | 1             | 0             | —             | —             | —       | —       | 24      | 0       |
| Paris FC          | 2022/23           | Ligue 2                | 11     | 0    | 2             | 0             | —             | —             | —       | —       | 13      | 0       |
| Paris FC          | Celkově           | Celkově                | 40     | 0    | 4             | 0             | 0             | 0             | 0       | 0       | 44      | 0       |
| Nantes            | 2022/23           | Ligue 1                | 13     | 0    | 2             | 0             | —             | —             | —       | —       | 15      | 0       |
| Nantes            | 2023/24           | Ligue 1                | 8      | 0    | 0             | 0             | —             | —             | —       | —       | 8       | 0       |
| Nantes            | Celkově           | Celkově                | 21     | 0    | 2             | 0             | 0             | 0             | 0       | 0       | 23      | 0       |
| Young Boys        | 2023/24           | Švýcarská Super League | 15     | 2    | 1             | 0             | 2             | 0             | —       | —       | 18      | 2       |
| Young Boys        | 2024/25           | Švýcarská Super League | 25     | 1    | 3             | 0             | 8             | 0             | —       | —       | 36      | 1       |
| Young Boys        | Celkově           | Celkově                | 40     | 3    | 4             | 0             | 10            | 0             | —       | —       | 54      | 3       |
| Celkově v kariéře | Celkově v kariéře | Celkově v kariéře      | 105    | 3    | 10            | 0             | 10            | 0             | 0       | 0       | 125     | 3       |

### Reprezentační
Platí k zápasu hranému 25. března 2025.
| Národní tým | Rok     | Zápasy | Góly |
| ----------- | ------- | ------ | ---- |
| Alžírsko    | 2023    | 2      | 0    |
| Alžírsko    | 2024    | 5      | 0    |
| Alžírsko    | 2025    | 1      | 1    |
| Celkově     | Celkově | 8      | 1    |